# Strasbourg Challenger 1988
Lo Strasbourg Challenger 1988 è stato un torneo di tennis facente parte della categoria ATP Challenger Series nell'ambito dell'ATP Challenger Series 1988. Il torneo si è giocato a Strasburgo in Francia dal 14 al 20 novembre 1988 su campi in terra rossa indoor.

## Vincitori

### Singolare
Marko Ostoja ha battuto in finale  Tomas Nydahl con il punteggio di 6–2, 6–2

### Doppio
Juan Carlos Báguena /  Borja Uribe hanno battuto in finale  Pavel Vojtíšek /  Ivo Werner con il punteggio di 6–4, 6–3